# Филисовский сельсовет (Шатурский район)
Филисовский сельсовет — упразднённая административно-территориальная единица, существовавшая на территории Шатурского района Московской области до 1959 года. Административным центром была деревня Филисово.

## История
В 1923 году Филисовский сельсовет находился в составе Красновской волости Егорьевского уезда Московской губернии.
В 1924 году Филисовский сельсовет был упразднён путём присоединения к Андреевскому, но уже в 1925 году Андреевский сельсовет был реорганизован в Филисовский с вхождением в него Кобелевского сельсовета.
К началу 1926 года в составе сельсовета находились деревни Филисово, Андреевские Выселки и Кобелёво.
В ноябре 1926 года из Филисовского сельсовета был выделен Кобелевский сельсовет.
В ходе реформы административно-территориального деления СССР в 1929 году Филисовский сельсовет вошёл в состав Шатурского района Орехово-Зуевского округа Московской области. В 1930 году округа были упразднены.
10 июля 1933 года Филисовский сельсовет был передан из упразднённого Шатурского района в административное подчинение Шатурскому горсовету.
28 декабря 1951 года Филисовский сельсовет был присоединён к Кобелевскому сельсовету. Однако 14 июня 1954 года Кобелевский и Кузнецовский сельсоветы были объединены в Филисовский сельсовет.
11 октября 1956 года сельсовет передан вновь образованному Шатурскому району.
21 мая 1959 года Филисовский сельсовет был упразднён, а его территория вошла в состав Петровского сельсовета.